# Psydrax schimperiana
Psydrax schimperiana là một loài thực vật có hoa trong họ Thiến thảo. Loài này được (A.Rich.) Bridson miêu tả khoa học đầu tiên năm 1985.